# Chicken and waffles

Soulfoodversie van chicken and waffles, met perzik en room als nagerecht

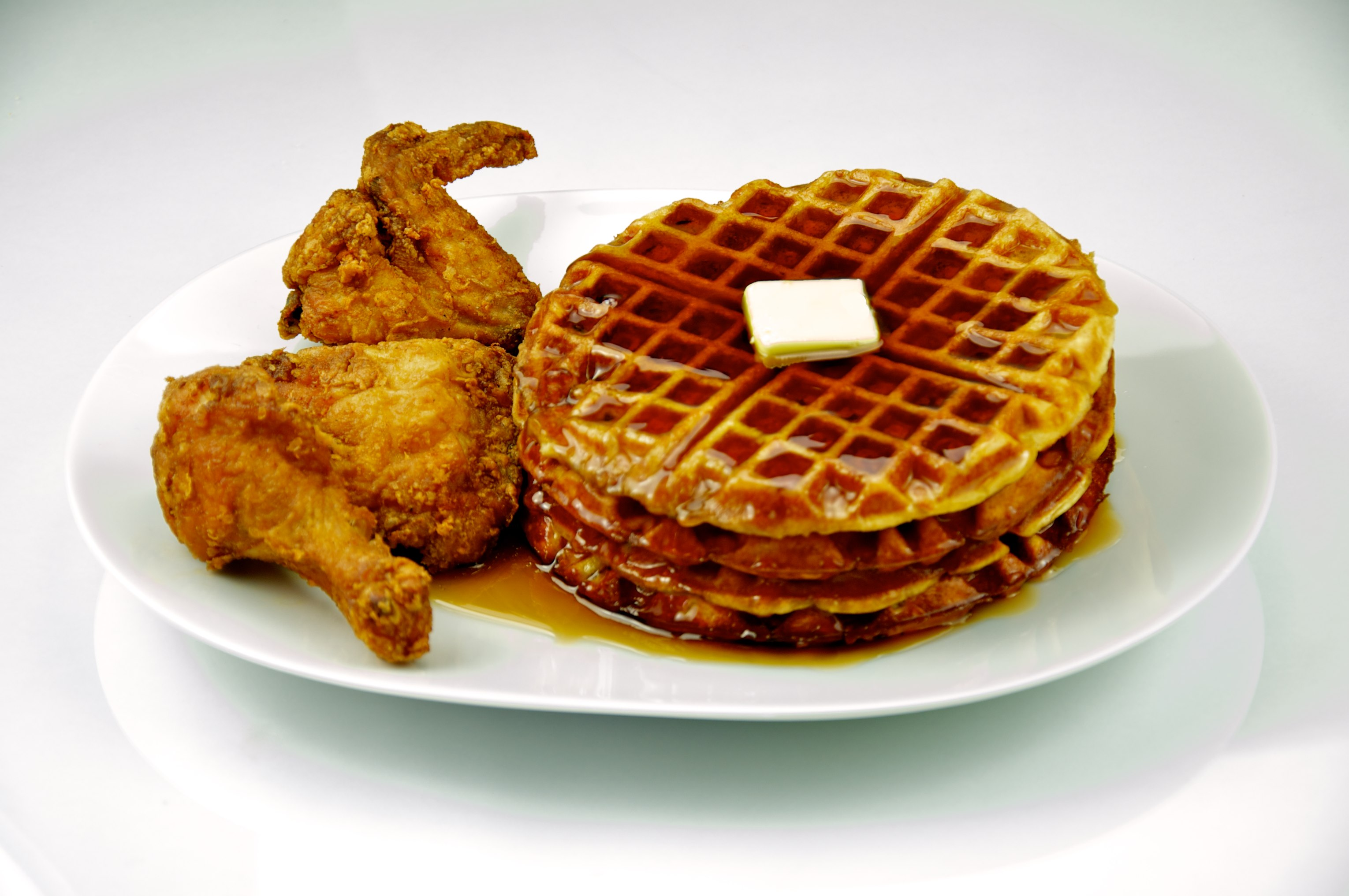
Gefrituurde kip met wafels

Chicken and waffles is een gerecht uit de Amerikaanse keuken dat kippenvlees combineert met wafels. Het is onderdeel van verschillende culinaire tradities, waaronder soul food en de Pennsylvania-Dutchkeuken. Chicken and waffles wordt geserveerd in specialiteitenrestaurants in de gehele Verenigde Staten.

## Soulfoodversie
De meest algemene combinatie van kippenvlees en wafels stamt uit de soulfoodkeuken en de keuken van de Zuidelijke Verenigde Staten. In deze versie wordt gebruikgemaakt van gefrituurde kip. De wafel wordt opgediend op dezelfde wijze als bij een ontbijt, met condimenten zoals boter en esdoornsiroop. Deze combinatie van etenswaren is geliefd onder mensen waarvan de culinaire traditie (vaak al generaties lang) beïnvloed is door soul food. In Baltimore is deze versie van chicken and waffles dusdanig populair dat dit een lokaal gebruik genoemd kan worden.

## Pennsylvania-Dutchversie
De traditionele chicken and waffles van de Pennsylvania Dutch bestaat uit een wafel met daarbovenop gestoofd kippenvlees, overgoten met jus. Deze versie is wijdverbreid in de Noordoostelijke Verenigde Staten.

## Andere varianten
Chicken and pancakes (kip en pannenkoeken) is een variant die gefrituurde kip combineert met pannenkoeken in plaats van wafels.

## Geschiedenis
De precieze herkomst van het gerecht is onbekend, hoewel er verscheidene ontstaansverklaringen bestaan. Wafels deden in de 17e eeuw hun intrede in de Amerikaanse keuken door Europese kolonisten. De populariteit van chicken and waffles steeg aanzienlijk na 1789 toen Thomas Jefferson vier wafelijzers meebracht uit Amsterdam.
In de vroege 19e eeuw serveerden hotels in de omgeving van Philadelphia wafels met gefrituurde katvis. Deze etablissementen serveerden ook andere gerechten zoals gefrituurde kip, wat gaandeweg meer geprefereerd werd vanwege de beperkte seizoensgebonden beschikbaarheid van katvis. Wafels met kip en jus werden in de jaren 1860 genoemd als algemeen zondags gerecht onder de Pennsylvania Dutch. Aan het einde van de 19e eeuw werd het gerecht een symbool van de Pennsylvania Dutch Country beschouwd.
Een traditionele ontstaansverklaring van de soulfoodversie van chicken and waffles stelt dat Afro-Amerikanen in de Zuidelijke Verenigde Staten zelden in de gelegenheid waren om kip te eten en meer gewend waren aan flapjacks en pannenkoeken dan aan wafels, waardoor zij kip en wafels als delicatesse ervoeren. Decennialang was chicken and waffles een gerecht voor bijzondere gelegenheden in Afro-Amerikaanse families.
Daarentegen stellen andere historici dat er bewijs ontbreekt van het vroege bestaan van chicken and waffles in de keuken van de Zuidelijke Verenigde Staten. Volgens deze lezing is de soulfoodversie pas ontstaan tijdens de migratiegolf na de Amerikaanse Burgeroorlog (Reconstructie) van Afro-Amerikanen richting de noordelijke staten. 
De combinatie van kip en wafels verschijnt niet in vroege Zuidelijke Amerikaanse kookboeken zoals het in 1871 gepubliceerde Mrs. Porter’s Southern Cookery Book, of in What Mrs. Fisher Knows About Old Southern Cooking, gepubliceerd in 1881 door de voormalige slaaf Abby Fisher. Fishers kookboek wordt veelal aangemerkt als het eerste kookboek geschreven door een Afro-Amerikaan. Het ontbreken van een recept voor chicken and waffles in kookboeken uit de Zuidelijke Verenigde Staten in deze periode doen vermoeden dat het gerecht pas later zijn intrede deed in dit gebied.